# Liste de temples bouddhistes au Japon

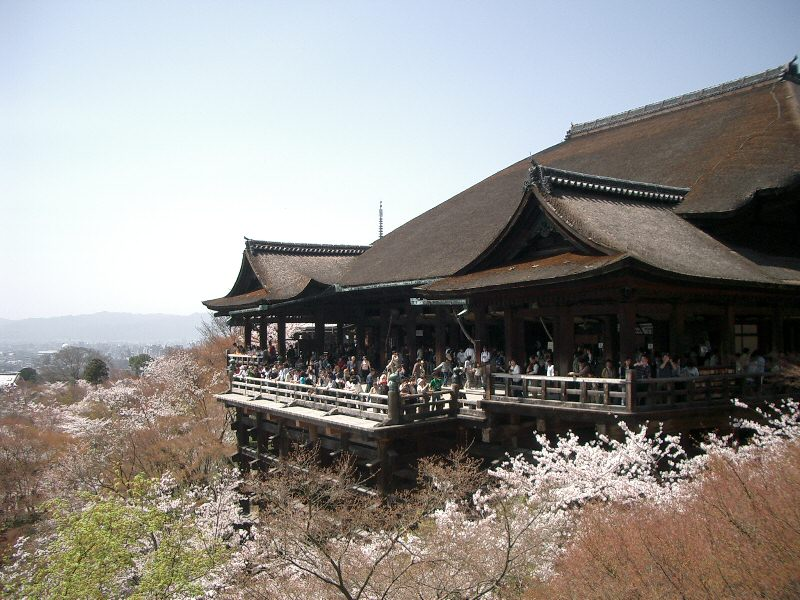
Bâtiment principal du Kiyomizu-dera, Kyoto.

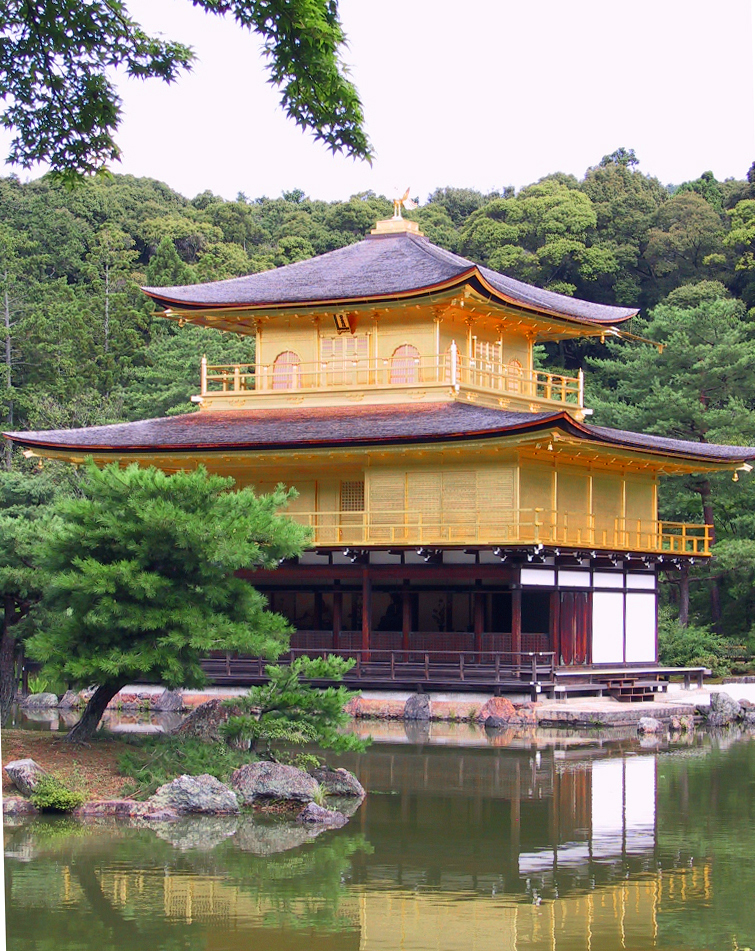
Kinkaku-ji.

Cette liste présente les principaux temples bouddhistes au Japon par région (8) et par préfecture.

## Hokkaidō
- Jōkoku-ji
- Ōtani Hongan-ji Hakodate Betsu-in
- Ryūun-in
- Shōgyō-ji

## Tōhoku

### Aomori
- Seiryū-ji

### Fukushima
- Ganjō-ji
- Shōjō-ji

### Iwate
- Chūson-ji
- Kanjizaiō-in
- Mōtsū-ji

### Miyagi
- Entsū-in
- Kōzō-ji
- Mutsu Kokubun-ji Yakushidō
- Zuigan-ji

### Yamagata
- Yama-dera

## Chūbu

### Aichi
- Trente-trois Kannon de Mikawa
- Trente-trois Kannon d'Owari
- Cent Kannon de Tōkai
- Arako Kannon
- Banshō-ji
- Hongan-ji Nagoya Betsuin
- Kasadera Kannon
- Kōshō-ji (Nagoya)
- Nittai-ji
- Ōsu Kannon
- Tōgan-ji
- Toyokawa Inari

### Fukui
- Eihei-ji
- Myōtsū-ji
- Yoshizaki-gobō

### Gifu
- Dairyū-ji
- Eihō-ji
- Gokokushi-ji
- Hokke-ji
- Jōzai-ji
- Mie-ji
- Trente-trois Kannon de Mino
- Shōhō-ji
- Sōfuku-ji
- Cent Kannon de Tōkai
- Zenkō-ji
- Zuiryū-ji

### Ishikawa
- Ninja-dera

### Nagano
- Anraku-ji
- Zenkō-ji

### Shizuoka
- Chōraku-ji
- Gyokusen-ji
- Hōkō-ji
- Izu Kokubun-ji
- Ryōsen-ji
- Ryūtaku-ji
- Shōgen-ji
- Taiseki-ji

### Toyama
- Kokutai-ji

### Yamanashi
- Hōzen-ji
- Kogaku-ji
- Kuon-ji
- Seihaku-ji

## Kantō

### Chiba
- Chiba-dera
- Daifuku-ji
- Enmyō-in
- Enpuku-ji
- Hokekyō-ji
- Ichigatsu-ji
- Jindai-ji
- Kamei-in
- Kanpuku-ji
- Kasamori-ji
- Kiyomizu-dera
- Kōzō-ji
- Kyōnin-ji
- Manman-ji
- Myōhōshō-ji
- Nago-dera
- Narita-san
- Nihon-ji
- Nyoirin-ji
- Ryōgen-ji
- Ryūfuku-ji
- Seichō-ji
- Tanjō-ji
- Tōkai-ji

### Ibaraki
- Shutoku-ji

### Kanagawa
- Bandō Sanjūsankasho
- Chōju-ji
- Engaku-ji
- Gokuraku-ji
- Hase-dera (Atsugi)
- Hase-dera (Kamakura)
- Hōkai-ji
- Hōkoku-ji
- Jōmyō-ji
- Jufuku-ji
- Jōchi-ji
- Kawasaki Daishi
- Kenchō-ji
- Kōtoku-in
- Meigetsu-in
- Ryūkō-ji
- Shōfuku-ji
- Sōji-ji
- Sugimoto-dera
- Tōkei-ji
- Tōshō-ji
- Zuisen-ji

### Saitama
- Heirin-ji
- Kita-in

### Tochigi
- Banna-ji
- Ōya-ji
- Rinnō-ji
- Saimyō-ji
- Senju-ji

### Tokyo
- Benten-dō
- Daishin-ji
- Ekō-in
- Gokoku-ji
- Gyoran-ji
- Heirin-ji
- Honmon-ji
- Kan'ei-ji
- Kisshō-ji
- Renkō-ji
- Saikai-ji
- Sengaku-ji
- Senso-ji
- Shibamata Taishakuten
- Shōfuku-ji
- Tōsen-ji
- Tsukiji Hongan-ji
- Tōzen-ji
- Yūten-ji
- Zenpuku-ji
- Zenyōmitsu-ji
- Zōjō-ji

## Kansai

### Hyōgo
- Antai-ji
- An'yō-in
- Chōkō-ji
- Engyō-ji
- Gōshō-ji
- Heirin-ji
- Hōrin-ji
- Hōun-ji
- Hōun-ji
- Ichijō-ji
- Jōdo-ji
- Kagaku-ji
- Kakurin-ji
- Kannō-ji
- Kiyoshikōjin Seichō-ji
- Nakayama-dera
- Sagami-ji
- Taisan-ji
- Tenjō-ji

### Kyōto
- Anrakuju-in
- Bukkō-ji
- Byōdō-in
- Daigo-ji
- Daitoku-ji
- Enkō-ji
- Enryaku-ji
- Enshō-ji (Antei)
- Enshō-ji (Kenchō)
- Ginkaku-ji, temple du Pavillon d'argent
- Hōjō-ji
- Hōkō-ji
- Hosshō-ji
- Jōshō-ji
- Kajū-ji
- Kinkaku-ji, temple du Pavillon d'or
- Kiyomizu-dera
- Konpuku-ji
- Kurama-dera
- Mampuku-ji
- Nanzen-ji
- Nison-in
- Ōbai-in
- Ryōan-ji
- Rokushō-ji
- Saihō-ji
- Saishō-ji
- Sanjūsangen-dō
- Shinshōgokuraku-ji
- Shōgo-in
- Sonshō-ji
- Shunkō-in
- Sōken-in
- Tō-ji
- Tōji-in
- Tōrin-in
- Unryū-in
- Yasaka Kōshin-dō

### Mie
- Kongōshō-ji
- Natsumi-haiji

### Nara
- Abe Monju-in
- Asuka-dera
- Butsuryū-ji
- Chikurin-ji
- Chūgū-ji
- Daian-ji
- Enjō-ji
- Enpuku-ji
- Enshō-ji
- Futai-ji
- Gangō-ji
- Hase-dera
- Hokke-ji
- Hōrin-ji
- Hōryū-ji
- Hōzan-ji
- Jinraku-ji
- Kawara-dera
- Kinpusen-ji
- Kōfuku-ji
- Murō-ji
- Nanto Shichidai-ji
- Nigatsu-dō
- Oka-dera
- Ōminesan-ji
- Ōno-ji
- Ryōsen-ji
- Saidai-ji
- Shin-Yakushi-ji
- Shōsō-in
- Taima-dera
- Tōdai-ji
- Tōshōdai-ji
- Yakushi-ji
- Yamada-dera

### Osaka
- Isshin-ji
- Jigen-ji
- Kanshin-ji
- Katsuō-ji
- Myōkoku-ji
- Shi Tennō-ji

### Shiga
- Eigen-ji
- Hōgon-ji
- Ishiyama-dera
- Mangetsu-ji
- Mii-dera
- Sōken-ji

### Wakayama
- Chōhō-ji
- Dōjō-ji
- Fudarakusan-ji
- Jison-in
- Kongōbu-ji
- Kongō Sanmai-in
- Mont Kōya
- Negoro-ji
- Seiganto-ji

## Chūgoku

### Hiroshima
- Ankoku-ji
- Buttsū-ji
- Daishō-in
- Kōsan-ji
- Mitaki-dera
- Myōō-in
- Pèlerinage de Chūgoku Kannon
- Senkō-ji

### Okayama
- Pèlerinage de Chūgoku Kannon
- Kōken-ji
- Raikyū-ji

### Tottori
- Pèlerinage de Chūgoku Kannon
- Daisen-ji
- Kamiyodo Hai-ji
- Kannon-in
- Sanbutsu-ji

### Yamaguchi
- Pèlerinage de Chūgoku Kannon
- Kōzan-ji

## Shikoku

### Ehime
- Enmyō-ji
- Hōgon-ji
- Ishite-ji
- Jōdo-ji
- Kanjizai-ji
- Taihō-ji
- Taisan-ji
- Zuiō-ji

### Kagawa
- Motoyama-ji
- Ōkubo-ji
- Sanuki Kokubun-ji
- Yashima-ji
- Zentsū-ji

### Kōchi
- Chikurin-ji
- Temple Daizen-ji

### Tokushima
- Aizen-in
- Anraku-ji
- Dainichi-ji
- Dōgaku-ji
- Gokuraku-ji
- Hōrin-ji
- Jizō-ji
- Jūraku-ji
- Kirihata-ji
- Konsen-ji
- Kumadani-ji
- Ryōzen-ji
- Taisan-ji
- Tōrin-in

## Kyūshū

### Fukuoka
- Jōten-ji
- Kaidan-in
- Kanzeon-ji
- Kiyomizu-dera (Miyama, Fukuoka)
- Kōmyōzen-ji
- Shōfuku-ji
- Sōfuku-ji
- Tōchō-ji

### Kumamoto
- Honmyō-ji

### Miyazaki
- Shonen-ji

### Nagasaki
- Fukusai-ji
- Kōfuku-ji
- Shōfuku-ji
- Sōfuku-ji

### Ōita
- Fuki-ji
- Futago-ji
- Jinkaku-ji
- Maki Ōdō
- Rakan-ji

### Okinawa
- Gokoku-ji
- Sōgen-ji

### Saga
- Daikōzen-ji
- Saimyō-ji